# Тампле
Тампле (фр. Templais) - твёрдый французский сыр, производимый на сыроварне Fromagerie Baechler в Ле-Тампль-сюр-Ло (Le Temple-sur-Lot) (департамент Ло и Гаронна) в Аквитании.
Тампле относится к твёрдым прессованным варёным сырам. Производится из пастеризованного коровьего молока. Зреет 16 недель.
Головка тампле имеет форму цилиндра 32 см диаметром и 9 см высотой, весит 5 кг. Мякоть сыра твёрдая, жёлтого соломенного цвета.
Тампле имеет пикантный аромат.